# Rooi Rincón
Rooi Rincón (ook: Bon Pais) is een archeologische site en park in Curaçao. Het heeft de vroegste sporen van menselijke aanwezigheid op het eiland. Het bevindt zich ten zuiden van Curaçao International Airport.

## Overzicht
In Rooi Rincón bevinden zich twee natuurlijke waterbronnen, en een rivier die periodiek droog kwam te staan. Een abri en schuilhut bevinden zich bij de waterbron. De archeologische vondsten zijn gedateerd tussen circa 2500 v.Chr tot 500 n.Chr. De site is ongeveer 1.500 m² groot en bevat een woonplaats, een waterverzamelplaats, en rotsschilderingen. Verder bevinden zich op het terrein schelpen, stenen, botten en andere overblijfselen van menselijke bewoning. De grotten van Hato met vergelijkbare rotstekeningen bevinden zich in de buurt van Rooi Rincon.
In 1634 werd Rooi Rincón een onderdeel van plantage Hato, en werden de bronnen gebruikt als drinkplaats voor het vee en ter irrigatie van het terrein. Tijdens de Tweede Wereldoorlog was er een legerkamp gevestigd in Rooi Rincón. In 2002 kreeg Rooi Rincón de status van beschermd monument. Overdag is het park te bezichtigen, en er zijn wandelroutes uitgelegd.